# Инспектор Гулл
«Инспектор Гулл» — советская двухсерийная телевизионная психологическая драма по мотивам пьесы Джона Бойнтона Пристли «Визит инспектора».
Премьера фильма состоялась 13 сентября 1979 года.

## Сюжет
Почтенная буржуазная семья Берлинг справляет маленький семейный праздник — обручение дочери Шейлы. Но внезапно в доме появляется незваный гость — человек, представившийся полицейским инспектором Гуллом. Он сообщает, что утром некая девушка Ева Смит покончила жизнь самоубийством. И начинается долгое и мучительное выяснение, из которого становится очевидно, что все пятеро членов семьи в своё время пересекались с покойной и каждый оставил в её жизни тяжёлую отметину. Каждый из них, независимо от другого, подталкивал к смерти ни в чём не повинного человека. И лишь в конце выясняется, что человек приходивший к ним в дом, вовсе не инспектор полиции. 
Герои уже начинают успокаиваться и воспринимать случившееся как страшный сон, но тут по телевизору выступает настоящий инспектор с сообщением о самоубийстве девушки...

## В ролях
- Юозас Будрайтис — инспектор Гулл (озвучил Владимир Ферапонтов)
- Елена Проклова — Шейла, дочь Артура Берлинга
- Владимир Зельдин — Артур Берлинг, глава семейства, мультимиллионер
- Эльза Радзиня — Сибил, жена Артура Берлинга (озвучила Антонина Кончакова)
- Лембит Ульфсак — Эрик, сын Артура Берлинга (озвучил Алексей Золотницкий)
- Ивар Калныньш — Джералд Крофт, писатель-романист, жених Шейлы (озвучил Сергей Малишевский)
- Анита Грубе — Ева Смит
- Анда Зайце — служанка
- Паул Буткевич — полицейский инспектор, выступающий по ТВ
- Юрис Стренга — доктор (озвучил Армен Джигарханян)
- Лайма Вайкуле — певица в баре

## Съёмочная группа
- Автор сценария: Александр Прошкин
- Режиссёр-постановщик: Александр Прошкин
- Оператор-постановщик: Феликс Кефчиян
- Художник-постановщик: Пётр Пророков
- Композитор: Эдуард Артемьев.
- Директор: Предыбайлов Владимир Александрович

В фильме звучит музыка британской группы The Faces. По сюжету дело происходит в Великобритании, где левостороннее движение. Однако в фильме показано правостороннее движение, а все автомобили в фильме — леворульные. В основу сюжета легли общественные идеи начала XX века. Действие пьесы происходит в апреле 1912 года. В фильме же действие перенесено в 1970-х годы. В пьесе не объясняется, кто такой инспектор Гулл, и многими критиками на Западе он был воспринят как «ангел мщения» или сверхъестественное существо (из-за его всезнания и пророческой заключительной речи).
Пьеса была уже однажды экранизирована в СССР — в 1973 году, тем же Александром Прошкиным и Лидией Ишимбаевой. Фильм-спектакль назывался «Он пришёл», а главные роли в нём исполнили Владимир Этуш (инспектор), Николай Волков (старший), Людмила Целиковская, Ирина Купченко, Олег Шкловский и Вячеслав Жолобов.